# Теорема Лежандра (сферическая тригонометрия)
Теорема Лежандра в сферической тригонометрии позволяет упростить решение сферического треугольника, если известно, что его стороны достаточно малы по сравнению с радиусом сферы, на которой он расположен.

## Формулировка

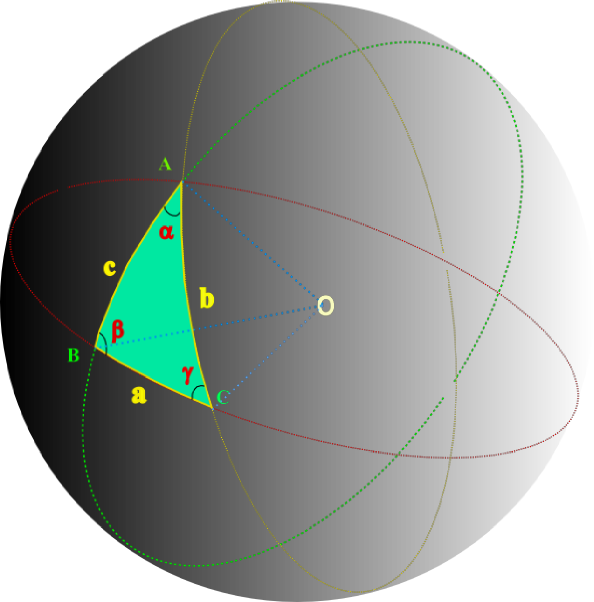
Сферический треугольник.

Пусть дан сферический треугольник со сторонами {\displaystyle a,b,c}, малыми по сравнению с радиусом сферы {\displaystyle R}, углами {\displaystyle \alpha ,\beta ,\gamma } и эксцессом {\displaystyle \varepsilon =\alpha +\beta +\gamma -\pi }. Построим на плоскости треугольник со сторонами {\displaystyle a',b',c'}, равными по длине соответствующим сторонам данного сферического треугольника, то есть, поскольку для сторон сферического треугольника принята угловая мера, и они выражаются в радианах, то {\displaystyle a'=aR,b'=bR,c'=cR}. Обозначим углы такого треугольника (выраженные в радианах) через {\displaystyle \alpha ',\beta ',\gamma '}. Теорема Лежандра утверждает, что справедливы соотношения:
{\displaystyle \alpha '\approx \alpha -{\frac {\varepsilon }{3}}}
{\displaystyle \beta '\approx \beta -{\frac {\varepsilon }{3}}}
{\displaystyle \gamma '\approx \gamma -{\frac {\varepsilon }{3}}}
Таким образом, если стороны сферического треугольника малы по сравнению с радиусом сферы, мы можем заменить его на плоский треугольник с такими же по длине сторонами и на треть эксцесса меньшими углами и вычислять элементы плоского треугольника.

## История
Эта теорема была сформулирована А.М.Лежандром в 1787 году и доказана им в 1798 году. Однако, по некоторым источникам, она была известна ещё в 1740 году, когда Ш.М. де ла Кондамин использовал её при обработке градусных измерений перуанской экспедиции.